# Ero koreana
Ero koreana är en spindelart som beskrevs av Paik 1967. Ero koreana ingår i släktet Ero och familjen kaparspindlar. Inga underarter finns listade i Catalogue of Life.